# Giannádes
Giannádes (Giannades) är en ort i Grekland.   Den ligger i prefekturen Nomós Kerkýras och regionen Joniska öarna, i den västra delen av landet, 400 km nordväst om huvudstaden Aten. Giannádes ligger 111 meter över havet och antalet invånare är 565. Den ligger på ön Korfu.
Terrängen runt Giannádes är varierad. Havet är nära Giannádes åt sydväst.Runt Giannádes är det ganska tätbefolkat, med 172 invånare per kvadratkilometer. Närmaste större samhälle är Korfu, 13,4 km öster om Giannádes. 